# Antônio Pires de Ávila
Antônio Pires de Ávila (São Paulo, 11 de novembro de 1691 — Salvador, 1737) foi um militar e sertanista brasileiro. De acordo com Pedro Taques, Antônio Pires de Ávila era filho de Manoel de Ávila, vulgo Quatro Olhos, e Ana Ribeiro Razão. Ocupou os postos de tenente, sargento e mestre de campo, por patente de Dom Brás Baltasar da Silveira, governador e capitão-general da capitania de São Paulo. Casou-se com Ana Moreira de Godoy, natural de São Paulo, filha de Inácio de Godoy Moreira e de Catarina de Unhate de Medeiros. Teve cinco filhas e não gerou filhos varões. Das cinco filhas, sabe-se apenas o nome de três: Teresa Pires, Úrsula Pires e Catarina de Medeiros. Faleceu em data incerta no ano de 1737, no interior de uma prisão em Salvador, Bahia.

## Carreira Militar
A carreira militar de Antônio Pires de Ávila teve início em 16 de setembro de 1710 quando, aos 18 anos, lutou como alferes nos terços comandados por Domingos da Silva Bueno contra a investida de corsários franceses em Santos, em auxílio ao governador da Praça de Santos, Manoel Gomes Barbosa, no episódio que ficou conhecido como Batalha do Rio de Janeiro, onde o francês Jean-François Duclerc foi derrotado. Depois, em 1711, possivelmente como cabo, voltou novamente a combater contra a segunda tentativa de invasão francesa, na também chamada de Batalha do Rio de Janeiro, desta vez amargando a derrota para os franceses, que acossaram a cidade. Devido ao sucesso da campanha, alcança em 1713 o posto de sargento-mor, um cargo auxiliar e logo abaixo do de capitão-mor. Em 21 de outubro de 1721, é promovido ao posto de mestre de campo, na época um cargo de oficial superior. Em janeiro de 1737, assume interinamente o governo da Praça de São Paulo, mas o exerce por pouco tempo, pois logo é preso e enviado a Salvador, onde morre.

## Fundação de Pitangui (Minas Gerais)
Em 27 de dezembro de 1713, Antônio Pires de Ávila foi provido como sargento-mor dos auxiliares de Pitangui, na época apenas um povoado. Devido ao fato de ter descoberto passagens de rios, como a que levava a Rio Paraupava, com grandes jazidas de ouro, foi também nomeado superintendente do distrito de Pitangui. Em 6 de fevereiro de 1715, o governador Brás Baltasar da Silveira, cria oficialmente a Vila de Nossa Senhora da Piedade do Pitangui (hoje município de Minas Gerais), que vem a ser instalada somente em 9 de junho do mesmo ano pelo então sargento-mor Antônio Pires de Ávila, comissionado pelo ouvidor-mor, Luiz Botelho de Queiroz.

## Suposta fundação de Ribeirão Pires (São Paulo)
A historiografia da década de 1970 atribui aos Pires o nome do município paulista de Ribeirão Pires, em vista de a cidade estar supostamente situada em terras que foram da família de Antônio Pires de Ávila. Essa tese foi inicialmente apresentada pelo historiador Wanderley dos Santos, em 1974, e depois revisada e refutada pelo próprio autor em 1992.